# Romidepsina
La romidepsina, comercializada con el nombre comercial de Istodax, es un medicamento utilizado para tratar el linfoma cutáneo de células T  y los linfomas periféricos de células T. Se utiliza cuando han fracasado otros tratamientos. Este medicamento se administra mediante inyección gradual en vena.
Entre los efectos secundarios más frecuentes de este medicamento se encuentran la disminución de glóbulos blancos, la disminución de plaquetas, las náuseas, el cansancio y las infecciones; otros efectos secundarios pueden ser el síndrome de lisis tumoral y la prolongación del intervalo QT. El uso de este medicamento durante el embarazo puede dañar al bebé. Actúa bloqueando una enzima conocida como histona deacetilasas, lo que provoca la muerte celular programada.
Este medicamento se aprobó para uso médico en Estados Unidos en 2009, se denegó su aprobación en Europa en 2012. Se obtiene de la bacteria Chromobacterium violaceum. En Estados Unidos cuesta unos 3.350 dólares estadounidenses por dosis de 10 mg. En 2021 se aprobó una versión genérica en Estados Unidos.